# Paspalum dilatatum
Paspalum dilatatum, el heno lenoso, es una especie de planta herbácea del género Paspalum en la familia Poaceae.

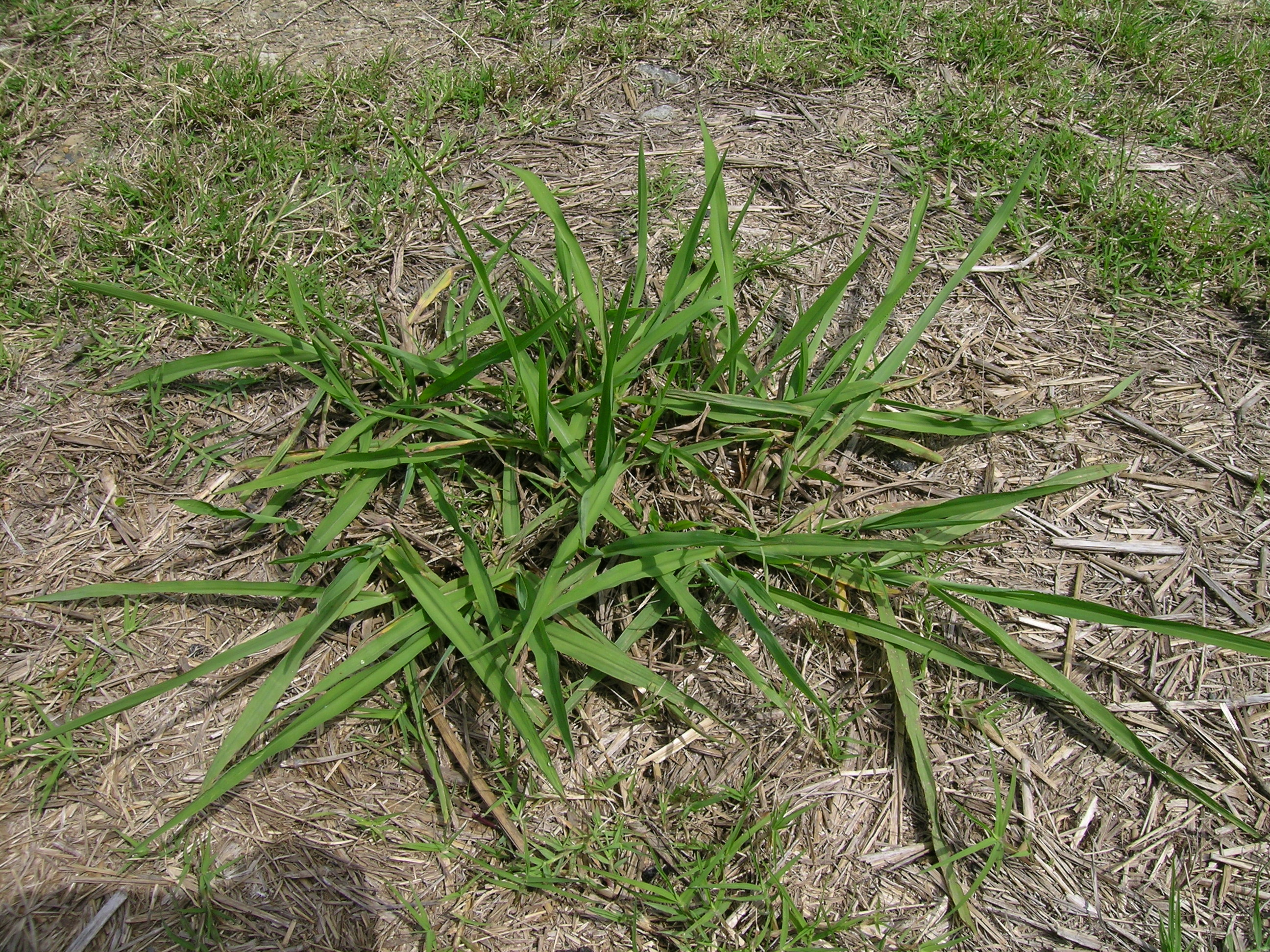
Hojas basales

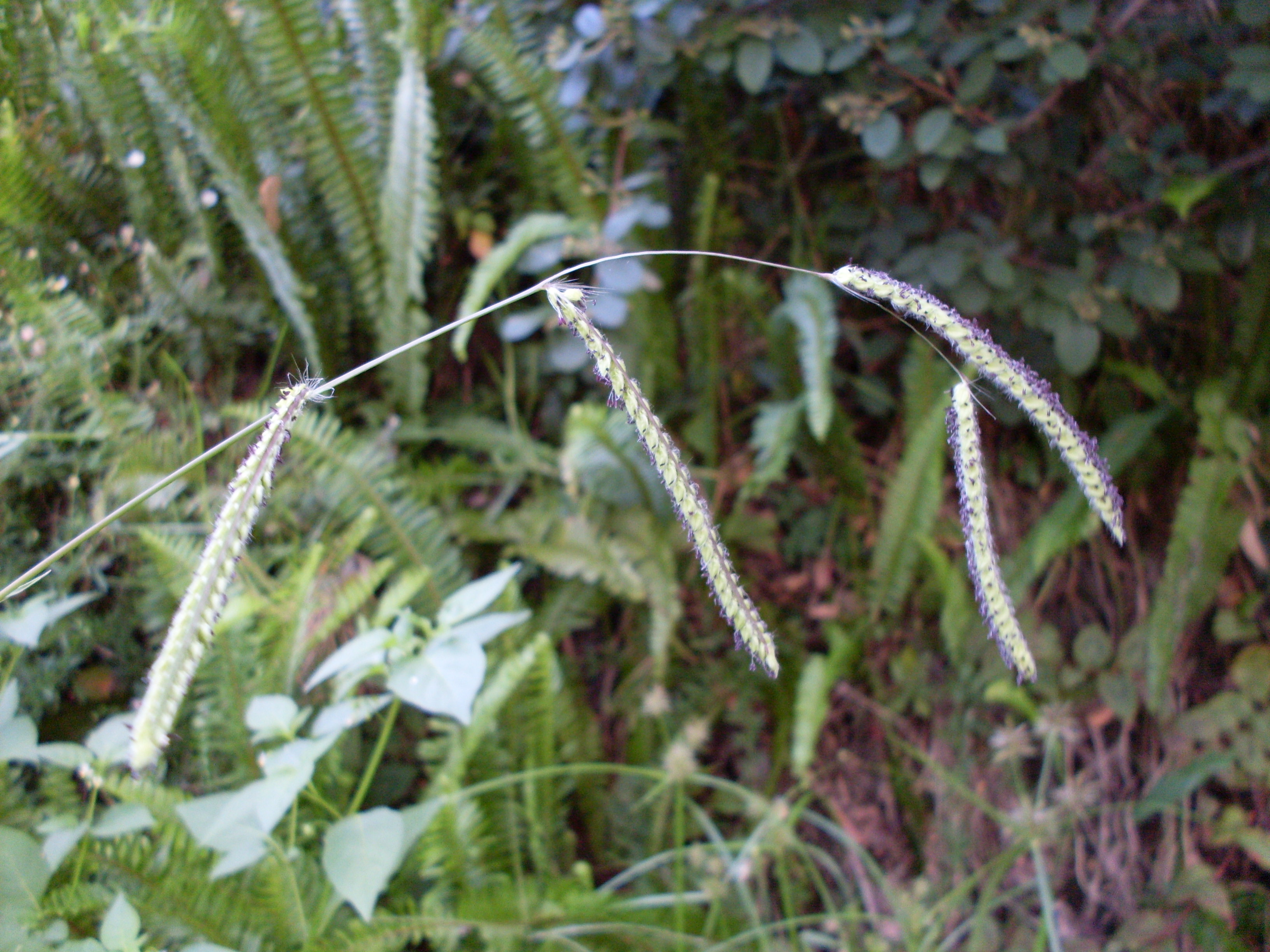
Espigas

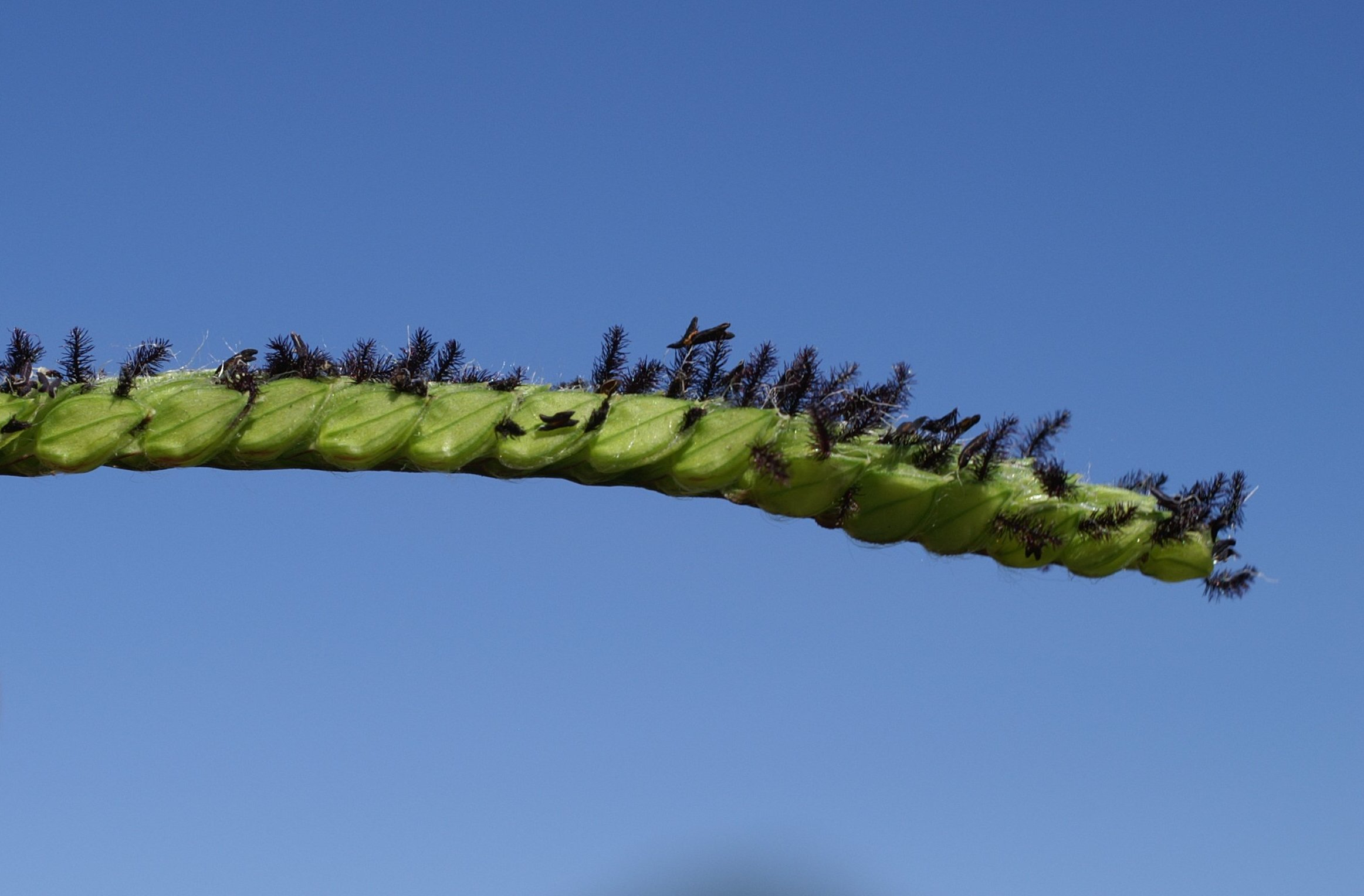
Detalle de una espiga con sus espículas con las flores fértiles en antesis

## Distribución
Es una especie nativa de Suramérica y naturalizada en el mundo entero.

## Descripción
Tiene un inflorescencia con varias espigas tipo racimos conteniendo múltiples espiguillas diminutas, cada una de 2,8-3,5 mm de largo. 
Es una herbácea perenne de raíz profunda, de hacer fuertes matas, de 6-17 dm de altura. Se halla en zonas húmedas, y más especialmente en los subtrópicos, con lluvias superiores a 900 mm/año. Tolera anegamiento y sequía. Apetecible y nutritiva, pero de mediana productividad, salvo muy abonado. Se recupera bien después de una sequía o de pastoreo, pero no cortar por debajo de los 5-8 cm. Apreciada por su vigor, persistencia y capacidad de resistir la presión del pastoreo.

## Taxonomía
Paspalum dilatatum fue descrita por Jean Louis Marie Poiret y publicado en Jean-Baptiste Lamarck, Encyclopédie Méthodique, Botanique, vol. 5, p. 35, 1804.
Etimología
- Paspalum: nombre genérico que deriva del griego paspalos (una especie de mijo).[4]
- dilatatum: epíteto latíno que significa "expandido/dilatado",[5] por sus espigas más anchas que en las otras especies del género.

Sinonimia
- Digitaria dilatata (Poir.) Coste
- Panicum platense (Spreng.) Kuntze
- Paspalum dilatatum var. decumbens Vasey
- Paspalum dilatatum subsp. dilatatum
- Paspalum dilatatum var. dilatatum
- Paspalum dilatatum subsp. flavescens Roseng., B.R.Arrill. & Izag.
- Paspalum dilatatum var. sacchariferum Arechav.
- Paspalum eriophorum Schult. & Schult.f.
- Paspalum lanatum Spreng. nom. illeg.
- Paspalum moluccanum Huber nom. illeg.
- Paspalum ovatum Nees ex Trin. nom. illeg.
- Paspalum ovatum var. grandiflorum Nees
- Paspalum ovatum var. ovatum
- Paspalum pedunculare J.Presl
- Paspalum platense Spreng.
- Paspalum selloi Spreng. ex Nees nom. inval.[6]

## Nombre común
- Castellano: grama de agua, heno lenoso, hierba Dallis, hierba de Australia, pata de gallina, pasto chato, pasto dallis, pasto dulce (Chile), pasto miel (Chile, Argentina), zacate amargo, zacate Dallis (México).